# San Juliano y el Redentor
San Juliano y el Redentor es un fresco de Andrea del Castagno, datado en 1451 y conservado en la basílica de la Santísima Annunziata de Florencia (en la capilla Feroni, normalmente no visible escondido por el retablo de Loth).

## Historia
El fresco, citado por las fuentes antiguas, se pintó en 1451, cuando fueron edificadas las cinco capillas de la Annunziata.
Fue cubierto en 1692 por un retablo de altar de Carlo Loth, que fue retirado incorrectamente en 1857 dañando la parte inferior del fresco detrás de él. Se perdieron así las Historias de san Juliano que Vasari había descrito como ejecutadas "con buen número de figuras y un perro en escorzo, que fue muy elogiado".

## Descripción
El tema de la obra es el arrepentimiento de Juliano, después del trágico error de haber matado a sus propios padres mientras dormían, por culpa de un malentendido sugerido por un diablo disfrazado. La redención es evidenciada también por las inscripciones, que subrayan la oración y eremitismo de Juliano (respectivamente a derecha e izquierda) y el perdón de Cristo, con una especie de tira escrita que parte de su boca y desciende hacia el santo. La iconografía es inusual y no se  conocen las razones de tal opción. La estudiosa Horster la relaciona con un código ya en la Annunziata, datado en 1373-1390, donde se encuentra la misma frase sobre el arrepentimiento de Juliano.
El fondo montañoso se relaciona con los Apeninos cerca del Monte Falterona, de donde era originario Andrea.

## Estilo
La obra se caracteriza por un fuerte claroscuro, típico de Andrea del Castagno, que realza las figuras y mantos. Los rostros se caracterizan por expresiones intensas y expresivamente dramáticas, mientras detalles como las manos revelan la perfecta maestría en la anatomía de Andrea.

## Otros proyectos
- Multimedia en Commons.

- Wikimedia Commons contiene immagini o altri file su San Giuliano e il Redentore